# Андора
Андора (итал. Andora) — город в Италии, расположен в регионе Лигурия, подчинён административному центру Савона (провинция).
Население составляет 7186 человек (на 2005 г.), плотность населения — 232 чел./км². Занимает площадь 31 км². Почтовый индекс — 17051. Телефонный код — 0182.
Покровителями города почитаются святые апостолы Иаков Младший и Филипп. Праздник города ежегодно празднуется 3 мая.

## Города-побратимы
- Ларвик, Норвегия (2006)